# وستفیوردن
وستفیوردن،(به انگلیسی:Vestfjorden) یک آبدرهٔ وسیع و باز در استان نورلاند، در کشور نروژ است، که به سمت شمال شرقی، در میان مجمع الجزایر لوفوتن، و سالتن/ اوفوتن، امتداد پیدا می‌کند. منظور از باز بودن در اینجا، عدم تمایز کامل آبدره، از دریا است؛ یعنی در صورت سختگیری بیشتر، باید وستفیوردن، قطعه ای دریا، با تعدادی جزیره، تعریف شود.
وستفیوردن، از جزیرهٔ وراُوِی در جنوب غربی، تا فانوس دریایی در جزیرهٔ باراُوِی در دهانهٔ اوفوتفیوردن، در شمال شرقی، حدود ۱۵۵ کیلومتر طول دارد. عرض دهانه، حدود ۸۰ کیلومتر است.
وستفیوردن، به‌طور یکنواختی به سمت شمال شرقی باریک می‌شود.
در سمت شرق، تعداد زیادی آبدره‌های طولانی و کج و کوله، در بین کوه‌های بلند و پرشیب سالتن، نفوذ کرده‌اند.
در غرب، وجه غالب، کوه‌های بلند لوفوتن هستند که به تندی سر به آسمان کشیده و دیوار لوفوتن را تشکیل می‌دهند. در این محل، تعدادی خلیج کوچک آبدره مانند در بین بعضی از جزایر لوفوتن تشکیل شده‌اند.

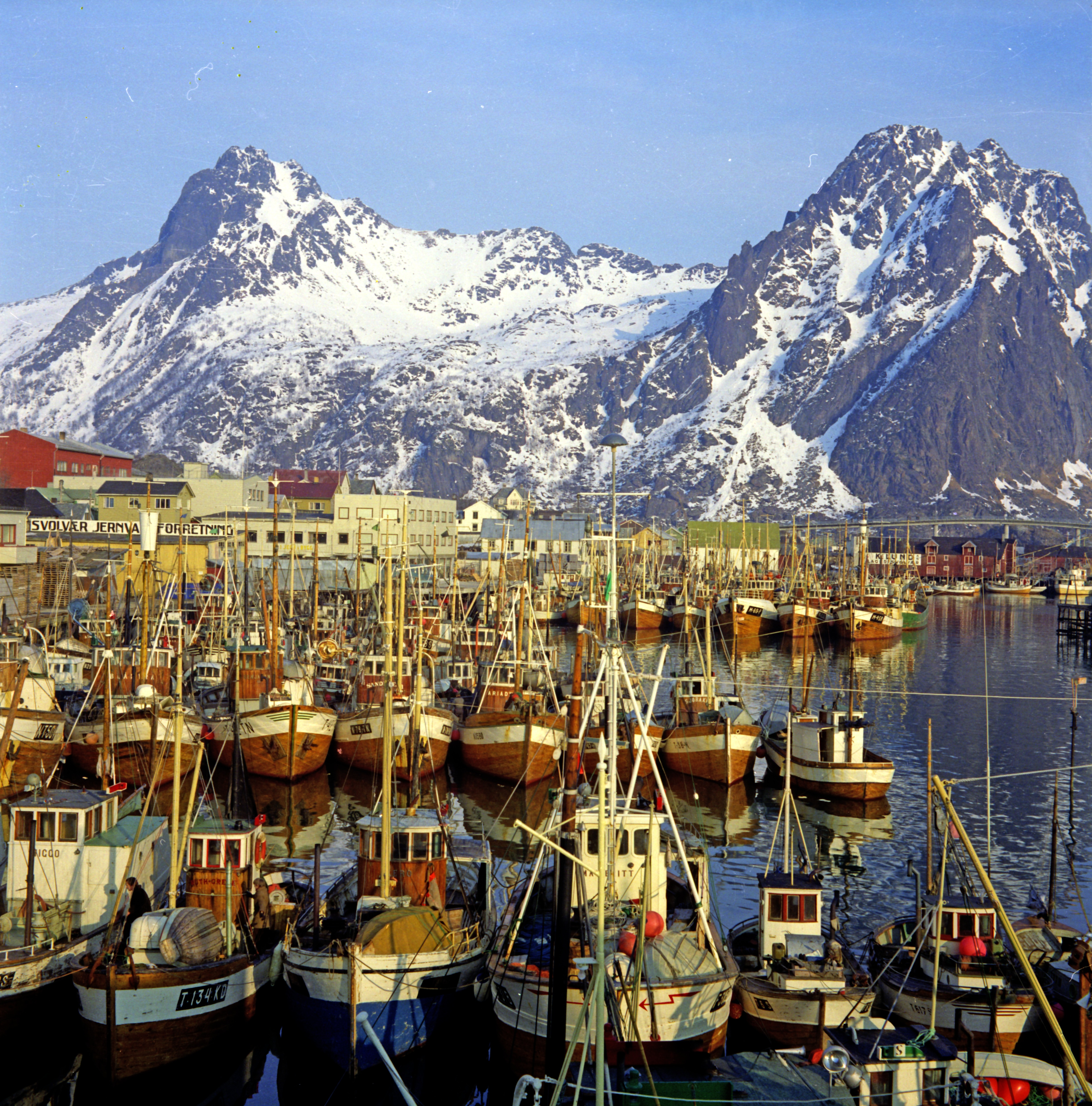
ماهیگیری لوفوتن، یک مراسم ماهیگیری سالانه، در فصل تخم‌ریزی ماهی تورسک درحدود فوریه - آوریل، در لوفوتن است. برای قرن‌ها، ماهیگیری برای اقتصاد محلی و ملی بسیار مهم بوده‌است و قایق‌های ماهیگیری از بخشهای وسیعی از سواحل نروژ هر ساله در این زمان برای شرکت در ماهیگیری، راهی لوفوتن می‌شوند.

سنت ماهیگیری سالانه لوفوتن در درجه اول، در اینجا یعنی وستفیوردن، برگزار می‌شود.
برای عبور از عرض وستفیوردن، خطوط منظم قایق‌های مسافربری با ظرفیت حمل اتوموبیل، وجود داشته و فعال است.